# Rytidostylis
Rytidostylis é um género botânico pertencente à família Cucurbitaceae.

## Espécies
| - Rytidostylis amazonica - Rytidostylis brevisetosa - Rytidostylis carthaginensis - Rytidostylis ciliata - Rytidostylis cordata - Rytidostylis filiformis - Rytidostylis glabra - Rytidostylis gracilis | - Rytidostylis hastata - Rytidostylis longiflora - Rytidostylis longisepala - Rytidostylis macrophyllus - Rytidostylis quadrifida - Rytidostylis quinqueloba - Rytidostylis trianae - Rytidostylis trilobata |